# Gottlieb Leo
Gottlieb Leo (* 14. November 1786 in Miltenberg; † 18. Februar 1837 in Aschaffenburg) war als Jurist Sekretär am Stadt- und Kreisgericht Aschaffenburg. Von 1824 bis 1827 und von 1831 bis 1835 war er Bürgermeister der unterfränkischen Stadt Aschaffenburg im Freistaat Bayern.

## Leben
Sein Vater Jakob Leo, (1748–1825) aus Mainz, ehemaliger Vogteivogt, kurfürstlicher Hofgerichtsrat und letzter Aschaffenburger Stadtschultheiß (1796–1815) seine Mutter Margaretha Döllinger (1761–1810) aus Aschaffenburg. Der Vater heiratete ein zweites Mal,
und zwar die 1773 in Frankfurt am Main geborene Sophia Scheidel.
Gottlieb Leo heiratete Maria Margaretha Tempel, geboren am 19. Dezember 1791 in Aschaffenburg. Sie verstarb am 7. Oktober 1832 nach der Geburt ihres elften Kindes.
Er ging im Dezember 1834 eine zweite Ehe mit Juliane Sixtus geboren am 28. April 1792 in Rothenfels ein. Juliane verstarb am 10. November 1858 in Aschaffenburg. Er selbst verstarb am 18. Februar 1837 im Alter von 50 Jahren an den Folgen einer Lungenerweiterung.

## Laufbahn
Nach Absolvierung des Gymnasiums immatrikulierte sich Gottlieb Leo an der Karls-Universität zu Aschaffenburg. Er studierte zuerst Philosophie (1803–1805) und dann Jura (1805–1808) jeweils mit Note „eins“ als Abschlusstestat. Nach juristischer Staatsprüfung begann er 1814 als Protokollist am Stadt- und Kreisgericht Aschaffenburg, wo er 1822 zum Sekretär  aufstieg .
Am 6. bzw. am 12. März 1824 wurde Gottlieb Leo vom Magistrat und den Gemeindebevollmächtigten zum Bürgermeister der Stadt Aschaffenburg gewählt.
Sein Verdienst war die Durchsetzung des Krankenhaus-Neubaus in der Wermbachstraße. 1824 wurde der Grundstein gelegt. Nach zweijähriger Bauzeit und einem Kostenaufwand von 28.000 Gulden konnte das Krankenhaus 1826 in Betrieb genommen werden.
Am 4. August 1826 besuchte König Ludwig I. (1786–1868) mit Königin Therese (1792–1854) Aschaffenburg.
Die Presse berichtete unter anderem:
```
„Seit gestern genießen wir hier eine der größten Wohlthaten, welche der beste Landesvater und die huldreichste Landesmutter dankbaren Kindern erweisen, indem sie ihnen in ihrer Mitte den Vorzug gönnen, die ungeheuchelten Empfindungen unbegränzter Liebe und Ehrfurcht ausdrücken zu können .... Es war gestern Abend um 7 Uhr, als Ihre Majestäten der König und die Königin, huldumstrahlt, von dem lauten und herzlichen Jubel eines wonnetrunkenen Volkes begleitet, im erwünschtesten Wohlseyn ihren feierlichen Einzug in hiesiger Stadt hielten. Gewiß waren nie reiner die Äußerungen der Liebe und Anhänglichkeit treuer Bürger, als sie sich hier kund thaten, so wie überhaupt die Fahrt des längst ersehnten Herrscherpaares von Würzburg durch den Spessart deutlich das Bild der Triumphzüge der Könige des Alterthumes vergegenwärtige ...“
[
1
]
```

Zu Beginn der Amtszeit hatten Gottlieb Leo und der Magistrat vereinbart, dass er nur für eine Amtsperiode zur Verfügung steht und die endete im Frühjahr 1827.
Im Namen der Stadt Aschaffenburg leitete oder bearbeitete er nun Rechtsfälle aller Art, bis er nach Ablösung seines Nachfolgers Franz Josef Feller am 11. August 1831 zum zweiten Mal rechtskundiger Bürgermeister wurde. Er „regierte“ nun drei Jahre die Stadt Aschaffenburg, das Appellationsgericht für den Untermainkreis nahm im Schönborner Hof seine Tätigkeit auf, die Landwirtschafts- und Gewerbeschule wurde errichtet und der Verkehr von Eilschiffen nach Frankfurt wurde aufgenommen. Es gab aber auch Vorkommnisse (u. a. Streit mit der Hochschule, der er doch seine ganze Ausbildung verdankte) die deutlich machten, dass Aschaffenburgs Bürgermeister Eigenarten besaß, durch die ihm verständlicherweise keine besonderen Sympathien auch seitens der Bevölkerung entgegengebracht werden konnten.